# 한국해양공학회
한국해양공학회는 사회 일반의 이익에 공여하기 위하여 공익법인의 설립과 운영에 관한 법률의 규정에 따라 해양자원의 개발과 생산에 관한 공학 및 기술의 향상을 도모하여 국가산업발전에 기여할 목적으로 1986년 9월 23일 설립허가된 대한민국 미래창조과학부 소관의 사단법인이다. 사무실은 부산광역시 동구 중앙대로180번길 13, 1302호 (초량동, 프레지던트오피스텔)에 있다.